# Avenida Mohammed V (Túnez)
La Avenida Mohammed V es una de las avenidas más importantes de la ciudad Túnez, capital de Túnez. Fue nombrada así por Mohammed V, rey de Marruecos y mide alrededor de 1,5 kilómetros.

## Descripción
Hasta mediados de la década de 1950, era un terreno abandonado y fangoso y uno de los barrios marginales de la ciudad. Poco después de la independencia, tras el decreto del 16 de marzo de 1957 que autorizaba la demolición de gourbi-ville, fue arrasada por las autoridades públicas y rebautizada como Mohamed V de Marruecos, convirtiéndose en una de las avenidas más activas y prestigiosas de la capital. Antes de 1957, se conocía con el nombre de Esplanade Gambetta en honor a Léon Gambetta, abogado francés, figura política de la Tercera República.

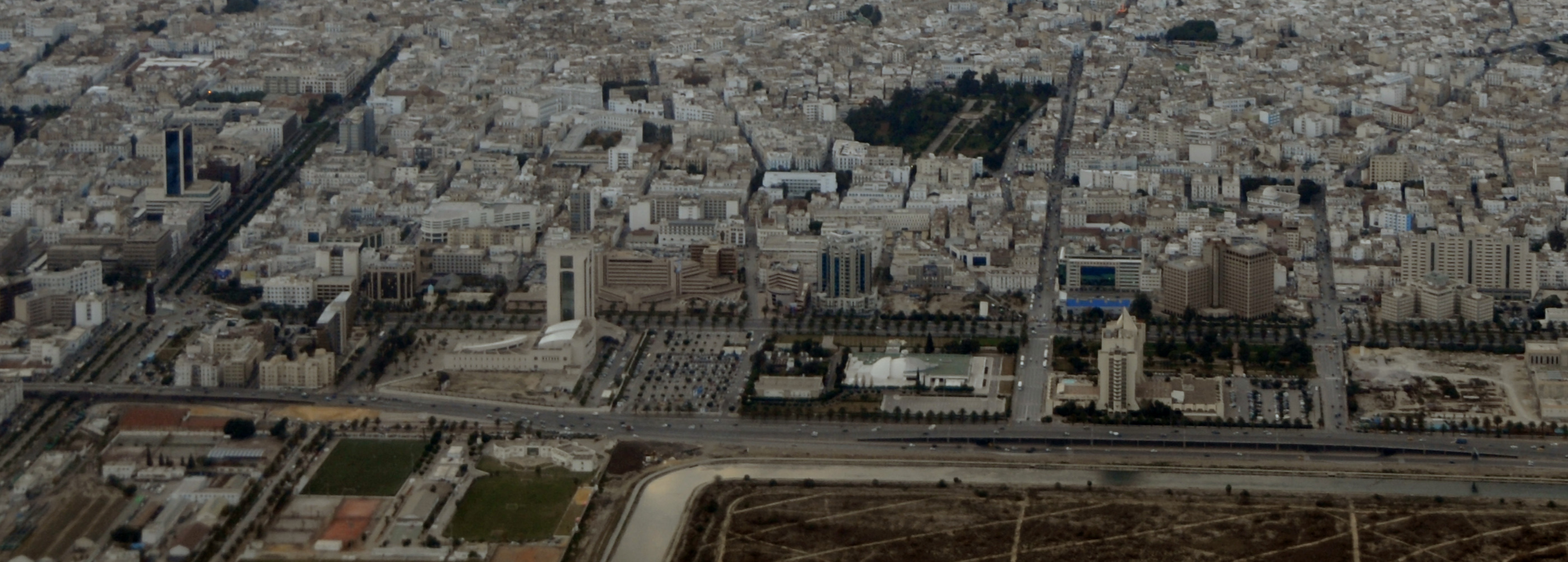
Vista aérea de la avenida

La avenida Mohammed V alberga las sedes de los principales bancos de Túnez, como la Société Tunisienne de Banque, el Banque Nationale Agricole, el Amen Bank y también el Banque de l'Habitat cuya torre tiene dieciséis pisos, el sitio del Departamento de Turismo, el segundo cerco también al Ministerio de Educación Superior e Investigación Científica, al ex partido gobernante, la Rally Constitucional Democrático (torre de 17 tiendas), y a hoteles como el Hotel Tunis Congress, la Casa Blanca y el Novotel.
También hay un centro de convenciones, el centro de conferencias más grande de la capital, y el Banco Central. La Ciudad de la Cultura, el Museo de la Moneda, la iglesia ortodoxa rusa de Túnez, la sede de la Embajada de Libia, la Fundación Bouebdelli propiedad de Mohamed Bouebdelli y su esposa Madeleine, un jardín (Lugar de los Derechos humanos) y estacionamiento también están instalados en la prestigiosa avenida.
También alberga la sede del Ministerio de Turismo, la segunda sede del Ministerio de Educación Superior e Investigación Científica, y la del antiguo partido gobernante, la Agrupación Constitucional Democrática, que ahora alberga las instalaciones del Ministerio de Dominios. Asuntos estatales y territoriales.

## Galería

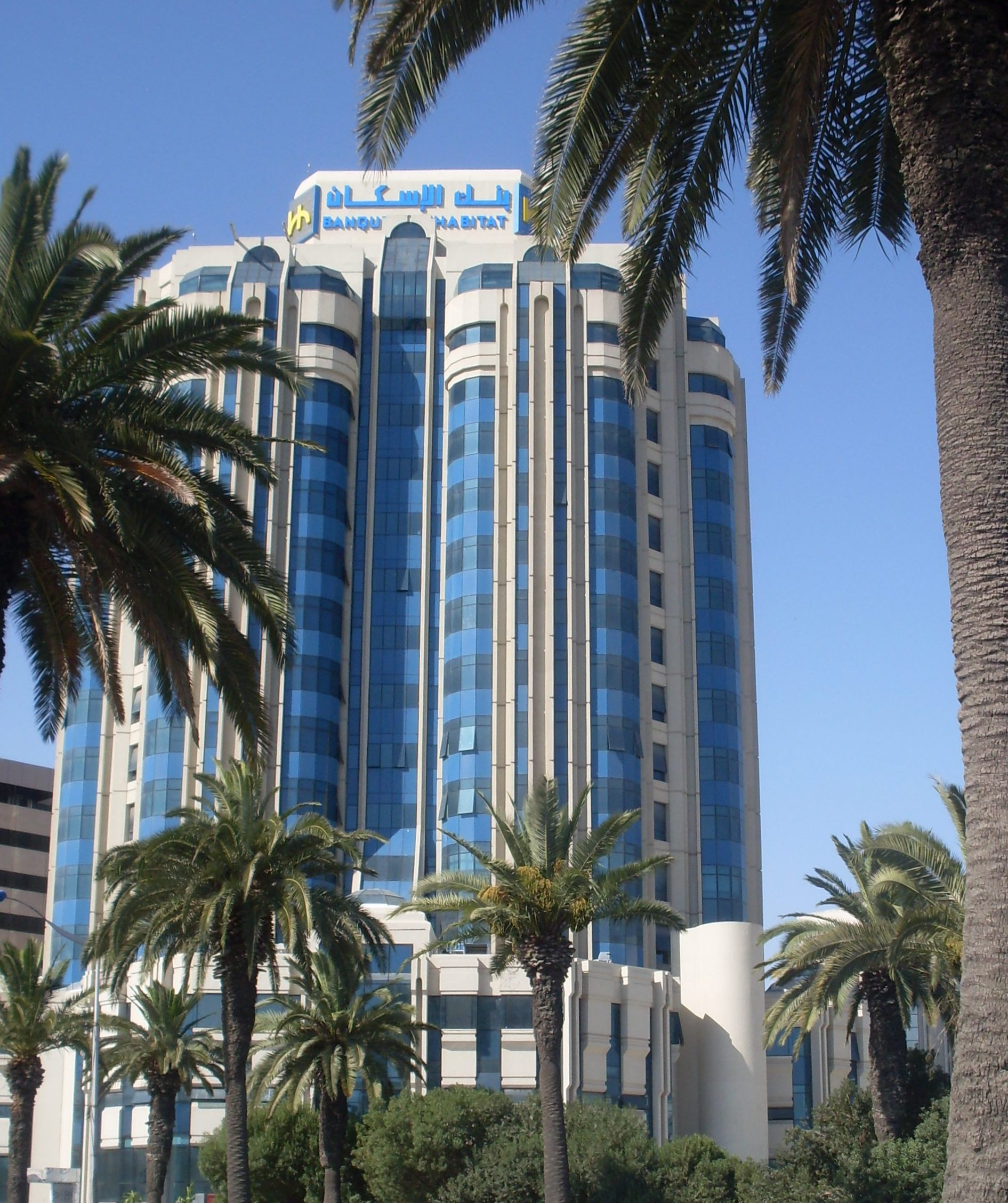
Banque de l'Habitat headquarters
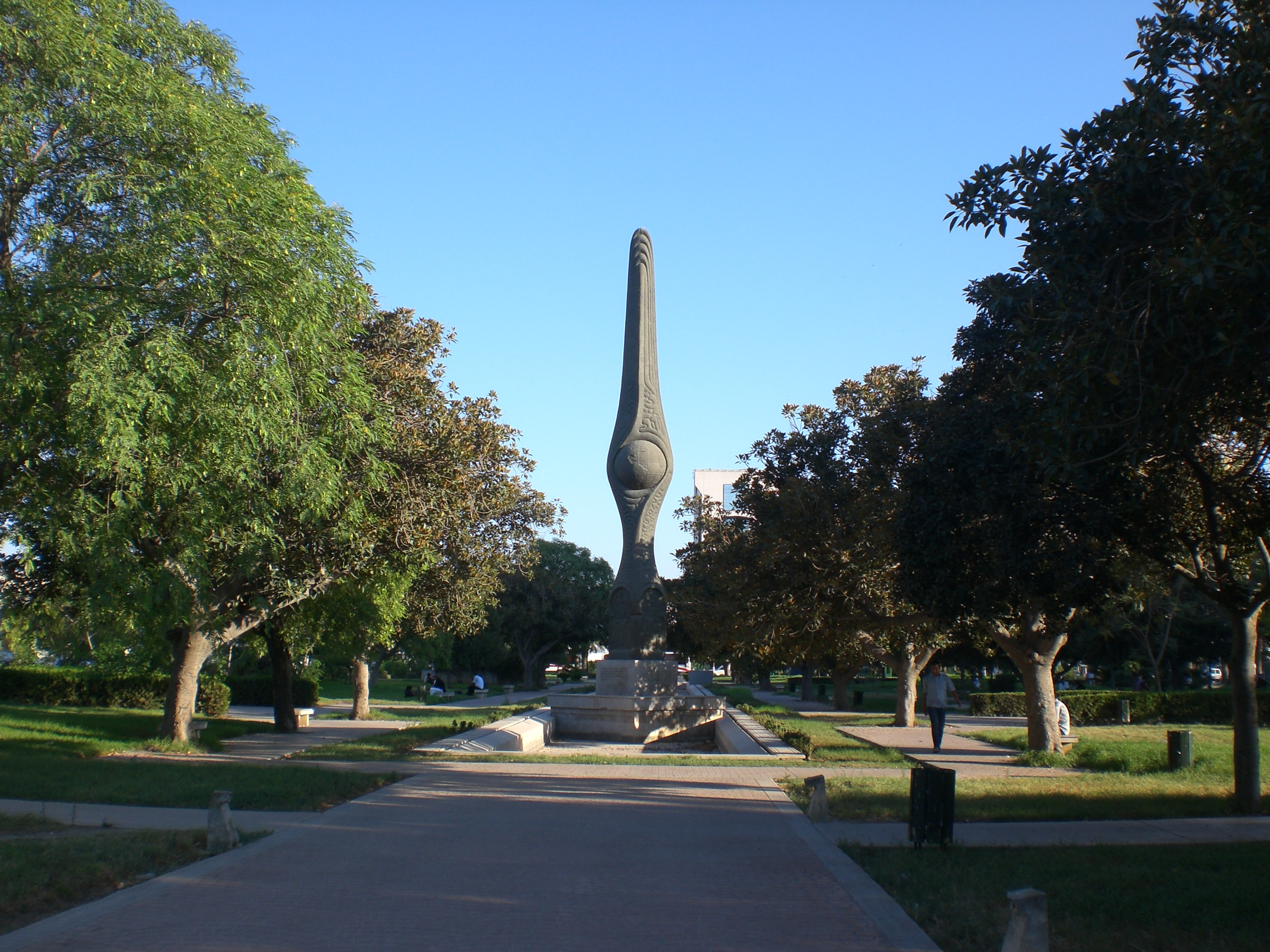
Place of droits de l'homme
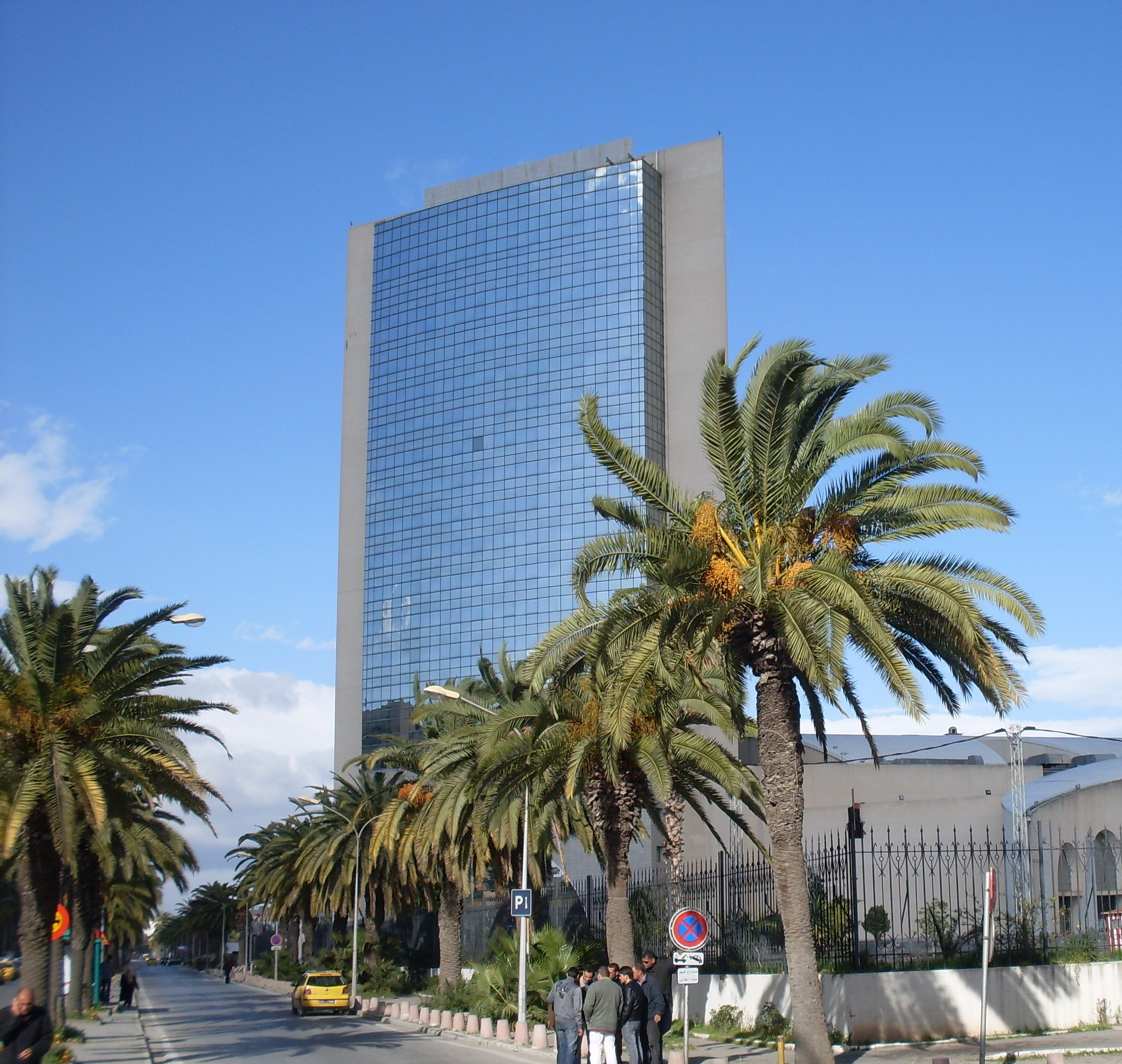
Rassemblement constitutionnel démocratique headquarters
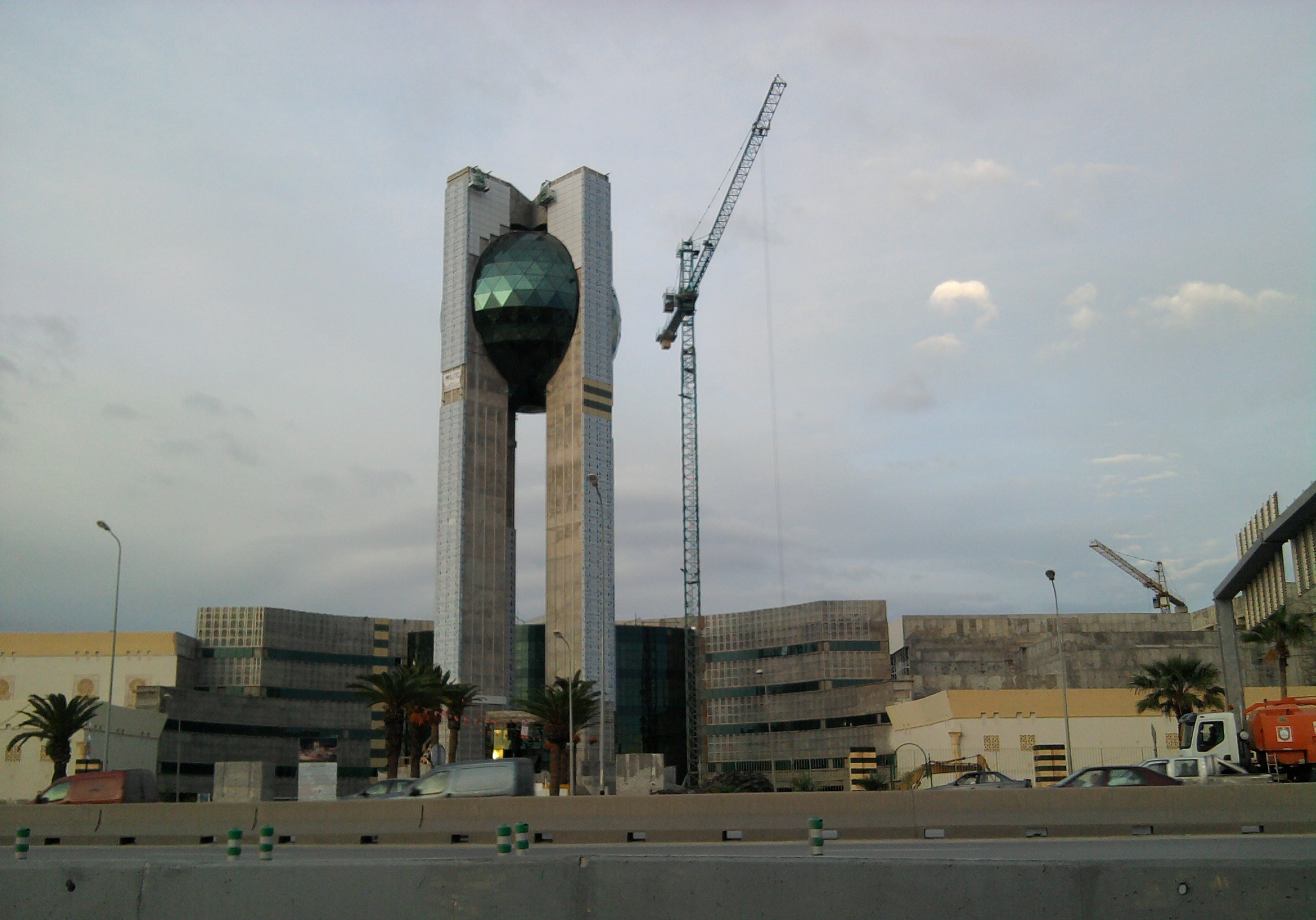
Cité de la culture mientras estaba en construcción
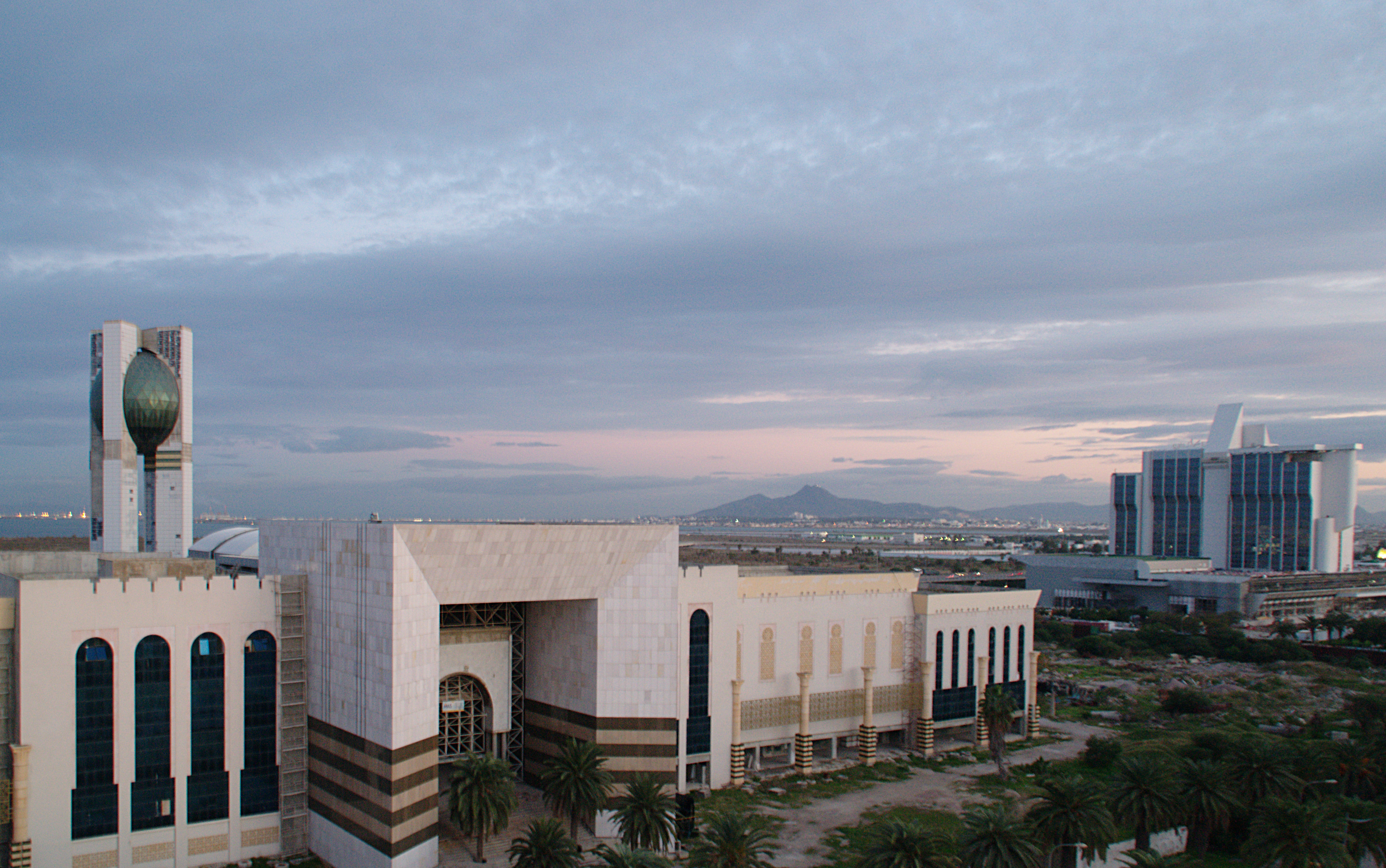
Cité de la culture

Situada cerca de barrios como Mutuelleville, Lafayette, la ciudad El Khadra y Montplaisir que alberga la Bolsa de Túnez, el African Development Bank o el parque Belvedere, la avenida está conectada con el resto de la ciudad gracias a las estaciones de Metro Mohamed V y Palestina.